# Zabratstadion
Het Zabratstadion is een voetbalstadion in de Azerbeidzjaanse stad Bakoe. In het stadion speelde Neftçi Bakoe haar thuiswedstrijden.